# Oxira caradjai
Oxira caradjai är en fjärilsart som beskrevs av Charles Boursin 1954. Oxira caradjai ingår i släktet Oxira och familjen nattflyn. Inga underarter finns listade i Catalogue of Life.